# Medmassa pusilla
Medmassa pusilla là một loài nhện trong họ Corinnidae.
Loài này thuộc chi Medmassa. Medmassa pusilla được Eugène Simon miêu tả năm 1896.